# Rothia viossati
Rothia viossati is een vlinder uit de familie uilen (Noctuidae). De wetenschappelijke naam van deze soort is voor het eerst geldig gepubliceerd in 1973 door Sergius Kiriakoff & Viette.
De soort komt voor in tropisch Afrika.